# Stazione di Ronciglione
La stazione di Ronciglione è stata una stazione ferroviaria posta lungo la linea ferroviaria Civitavecchia-Orte chiusa al traffico nel 1994. Era a servizio del comune di Ronciglione.

## Storia
La stazione venne inaugurata nel 1894 insieme alla tratta Capranica-Ronciglione come diramazione della ferrovia Roma-Capranica-Viterbo. Nel 1928 la breve tratta di diramazione venne inglobata nella ferrovia Civitavecchia-Orte. Continuò il suo esercizio fino al 25 settembre 1994.
La stazione al 2002 risultava impresenziata insieme ad altri impianti sulla linea.

## Strutture e impianti
La stazione disponeva di un fabbricato viaggiatori, dei servizi igienici e di uno scalo merci. Quest'ultimo disponeva di un magazzino, di un piano caricatore e di due tronchini di accesso. Il piazzale binari si componeva di, oltre ai due binari dello scalo, quattro binari, uno di corretto tracciato, il secondo per le precedenze o per gli incroci e gli altri di scalo. Vi è anche una rimessa locomotive, con gli ingressi ormai murati.

## Servizi
La stazione disponeva di:
- Biglietteria a sportello
- Sala d'attesa

## Filmografia
La stazione di Ronciglione, data la conservazione allo stato originario di tutta l'area ferroviaria compreso il fabbricato viaggiatori, è stata set cinematografico per numerose pellicole, tra cui il celebre Un giorno da leoni (1961), Quel maledetto treno blindato (1978), Cuore (1984), Mio figlio non sa leggere (1984), Classe di Ferro (serie) (1989-1991), La vita è bella (1997), Alex l'ariete (2000), Un viaggio chiamato amore (2002), Marcinelle (2003), Baciami piccina (2006), Romanzo Criminale (2005), Bartali l'intramontabile (2006), Miacarabefana.it (2009), Colpi di fortuna (2013) e spot pubblicitari come Ferrarelle e Fiat Ducato (1989).